# 唐乃康
唐乃康（1888年—1949年），字伯耆，浙江吳興人，民國政治人物、教育家。唐乃康早年參與革命，後投身教育，創辦上海市北公學，後改名市北中學，爲今天上海市市北中學的前身。

## 生平
光緒十四年（1888年），唐乃康出生於浙江湖州菱湖大丝商唐广丰丝行，自幼受到良好的教育，畢業於復旦公學和浙江高等學堂。

### 革命歷程
在上海，唐乃康與菱湖籍實業家楊信之往來密切，與楊信之和他的弟弟楊譜笙等人創辦湖州旅滬公學，接受同鄉子弟免費求學，同時也作爲革命黨人的聯絡點和活動基地。在公學內任教期間，唐乃康接受了革命思想，並加入中國同盟會。1908年起，陳其美亦任教於該校，唐乃康從此追隨陳參與反清革命活動。
1911年上海起義爆發，唐乃康參與了攻打江南製造局的戰鬥。上海光復後，唐於1912年出任滬軍都督府祕書。次年，擔任江蘇司法籌備處科長，以孫中山爲首的革命派發起反對袁世凱的二次革命後，唐乃康亦在上海參與討袁，出任滬軍討袁軍總司令部祕書兼代軍需科科長。1927年，唐出任國民革命軍總司令部參事，後任浙江德清縣縣長兼浙江全省戒嚴司令部軍法官和國民革命軍第二十六軍司令部祕書。1928年擔任財政部浙江全省禁菸局局長。1929年任南京特別市政府財政局局長。1930年任江蘇省政府編審委員會委員，旋任上海市政府參事兼財政局局長、勞資仲裁委員會主席委員。1932年4月28日出任內務部總務司司長，同年5月10日免職。1933年12月9日任審計部審計，1935年兼任審計部第三廳廳長。1936年7月15日任交通部監察委員，次年4月12日免職。

### 投身教育

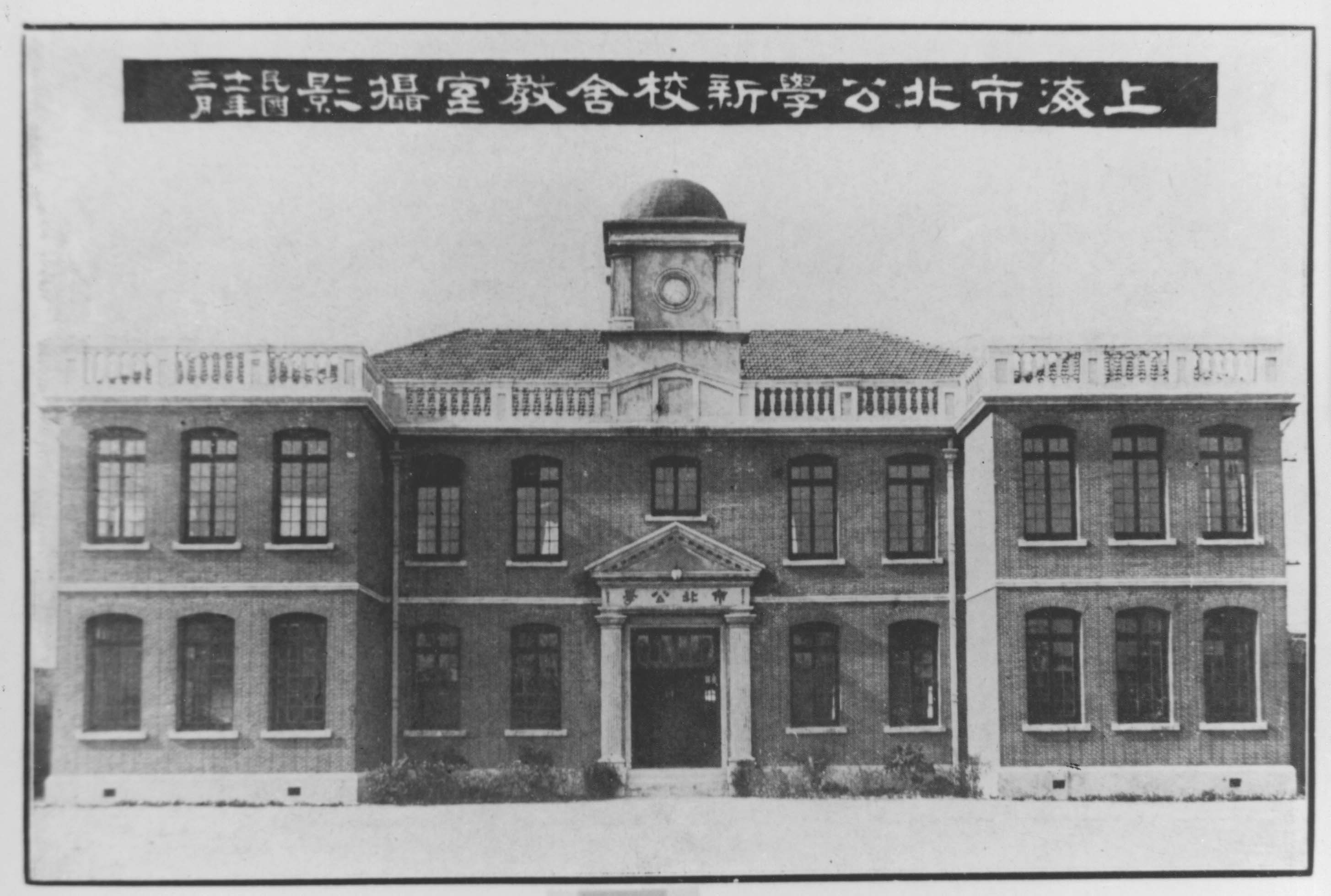
市北公学新校舍，摄于1922年

討袁軍失敗後，唐投身教育救國。1915年，唐個人出資在上海閘北界路（今天目東路）慶長里租了兩間房屋，於8月15日正式成立上海市北公學（小學部），並制定學校《章程》、《校訓》等規章制度，確立了「勤、恕、勇」的校訓。一開始，學校只有五六名教師和三四十名學生，第二年，唐邀請李登輝、王震、錢永銘等名人成立校董會，擴大招生，並將學校劃分爲男女兩部。唐的辦學成績斐然，與當時創立湖州旅滬公學和南洋女子師範學校的凌銘之齊名，時有「路南凌銘之，路北唐伯耆」的說法。該學校也受到了各界名人的關注，1920年孫中山親自爲市北公學題詞「作育人才」，蔡元培、于右任、林森等人也都曾爲學校題詞。
1921年爲應對驟增的學生數，学校開始建築新校舍，次年新校舍落成，同年增設中學部。1929年，學校更名爲「上海市北中學暨附屬小學」。1932年一·二八事變中閘北一帶多被日軍飛機炸爲廢墟，市北中學亦不能倖免，校舍及設施全毀於炮火中，損失22萬元餘。唐決心復興學校，先在麥根路租房復校，有七百餘名學生陸續歸來，後又遷至新閘路。時任交通銀行行長的錢永銘支持好友重建校舍，由「四行儲蓄會」貸款成立復興設計委員會，此外唐乃康自己又多次借貸，總數多達十餘萬元。
1933年，新校舍落成。1937年，因學校負債過多，私人辦學難以爲繼，唐乃康不得已將學校上交給上海市教育局，改爲公立學校，成爲閘北第一所和唯一一所市立完全中學。

### 晚年
1938年，唐乃康被迫放棄教育事業，在同鄉錢永銘的幫助下，開辦振興商業儲蓄銀行，自任總經理，後改任董事長兼總經理。銀行在太平洋戰爭爆發後停業，於抗戰勝利後的1946年復業後，又於1948年再次停業。
1949年冬，唐乃康於上海病逝，享壽61歲。

### 引用
1. 1 2 3 4 5 6  倪满强 2019.
2. 1 2 3 4 5 6 7 8  马联芳 2010，第337頁.
3. ↑  孙中山与湖州人 2001，第293頁.
4. 1 2 3  林吕建 2013，第543頁.
5. ↑  刘国铭 2005，第1858頁.
6. 1 2  上海市市北中学 2022.
7. ↑  黄建邦 2004，第129頁.
8. ↑  上海市北中学 1930，第53-54頁.
9. ↑  上海市北中学 1930，第54頁.
10. 1 2 3  马联芳 2010，第338頁.
11. ↑  马联芳 2010，第338-339頁.
12. 1 2  马联芳 2010，第339頁.

### 來源
- 马联芳. . . 上海: 上海教育出版社. 2010: 337–339. ISBN 9787544428453 （中文（中国大陆））.
- 林吕建.  (PDF). 杭州: 浙江大学出版社. 2013: 543  [2023-01-18]. ISBN 978-7-308-10790-7. （原始内容存档 (PDF)于2023-01-26）.
- 刘国铭. . 北京: 团结出版社. 2005: 1858 （中文（中国大陆））.
- 倪满强. . 辛亥革命网. 湖州: 湖州晚报. 2019-03-27  [2023-01-19]. （原始内容存档于2023-01-19） （中文（中国大陆））.
- 民革浙江省委会孙中山研究会; 民革浙江省湖州市委员会. . 北京: 团结出版社. 2001. ISBN 7801303695.
- 上海市北中学. . 上海. 1930 （中文（繁體））.
- 上海市市北中学. . 市北中学. 2022-08-02 [2015年6月30日通过]  [2023-01-20]. （原始内容存档于2023-01-20） （中文（中国大陆））.
- 黄建邦. . 峥嵘闸北. 2004, (2004年第1期 总第110辑): 129-131 （中文（中国大陆））.